# Oslo, 31 de agosto
Oslo, 31 de agosto (noruego: Oslo, 31. august) Es una película dramática noruega, dirigida por Joachim Trier. Basada libremente en la novela 'Fuego fatuo', de Pierre Drieu La Rochelle. Se estrenó en la sección Una cierta mirada en el Festival de cine de Cannes 2011. Ganó los premios de Mejor Película y Mejor Cinematografía en el Festival Internacional de Cine de Estocolmo de 2011, donde Whit Stillman, el presidente del jurado, la llamó "un retrato perfectamente pintado de una generación". Recibió críticas favorables y fue una de las tres películas, por parte de Noruega, que contendieron para obtener una nominación al Oscar de Mejor Película Extranjera en su edición 84. Finalmente, la película que mandó Noruega fue 'Siempre feliz' (Sykt lykkelig) y no logró la nominación.

## Trama
Anders es un drogadicto en desintoxicación en una clínica en las afueras de Oslo. En su primera oportunidad para salir del centro de rehabilitación, se reencuentra con una vieja novia e intenta suicidarse llenándose los bolsillos de piedras y sumergiéndose en un río. Incapaz de lograrlo,  regresa al centro de rehabilitación y no menciona lo que ha hecho en la sesión de la terapia de grupo.
El 30 de agosto, Anders tiene el día libre para ir a una entrevista laboral. Al salir de la clínica, visita a Thomas y a su mujer, Rebekka, con sus dos niños. Anders revela poco a poco a Thomas que está teniendo pensamientos suicidas. A los 34 años de edad, siente que es demasiado viejo para comenzar de nuevo y no se concentra en la entrevista como asistente editorial a la que irá en unas horas. Ve a Thomas como alguien feliz, pero Thomas habla de sus propias dificultades en la vida, como estar demasiado cansado para mantener la pasión con su esposa, tener poco tiempo para concentrarse en su carrera y la falta de verdaderas amistades a medida que envejece. Los dos se separan en buenos términos y Thomas ruega a Anders que no haga nada terrible, pero no sin antes invitarlo a una fiesta organizada por su amiga común Mirjam y su pareja.
Anders va a su entrevista de trabajo, pero antes llama a su novia de cuando era drogadicto, Iselin, y le deja un mensaje donde le ruega que le llame.
Cuando llega a su entrevista de trabajo, todo parece ir bien, pero cuando le preguntan sobre el vacío en los años que hay en su currículo, Anders admite ser un exdrogadicto, haciendo que la entrevista se torne incómoda. Anders abruptamente acaba la entrevista, cogiendo su solicitud y tirándola a la basura.
Después de su entrevista, Anders tiene planes de reunirse con su hermana, Nina, en un café. Sin embargo, la que llega a la cita es Tove, la novia de Nina, y admite que Nina no quiere verlo. Se supone que Tove irá con Anders a la casa de la familia, que se vende para pagar su rehabilitación, pero Anders se niega a dejar que lo acompañe, pide las llaves a Tove y se va solo.
Anders va a la fiesta de Mirjam esperando encontrarse con Thomas. En cambio, se encuentra con viejos amigos sin darse cuenta de su reciente sobriedad, y rápidamente la rompe bebiendo en la fiesta. La fiesta es por el cumpleaños de Mirjam, con la que tiene una conversación sobre cuán difícil es para Mirjam envejecer, ya que todas sus amigas tienen hijos y sus amigos están saliendo con mujeres cada vez más jóvenes. Para consolarla, Anders la besa en la boca, lo que vuelve la situación incómoda. Anders se retira solo a una habitación y vuelve a llamar a Iselin, dejando un mensaje en su contestador preguntándose si ella aún le ama e insinuando que le gustaría volver a estar con ella. Luego registra los abrigos y carteras de los asistentes a la fiesta, robando dinero y abandonando el lugar abruptamente cuando Mirjam le sorprende.
Anders se dirige a casa de su antiguo camello, donde compra un gramo de heroína. Luego se encuentra en un bar con un amigo suyo y dos jóvenes universitarias. En el bar, Anders ve a un hombre que lo mira y se da cuenta de que es un hombre con el que Iselin lo engañó. Antes de irse, Anders le dice que le perdona, pero el hombre está enojado con él, y le recrimina la forma en que trataba a Iselin.
Anders y el grupo se van de fiesta hasta bien entrada la mañana, emborrachándose, besándose y acabando en una piscina municipal, donde se percatan de que está a punto de cerrar, ya que es el último día de agosto, último día de apertura de las piscinas públicas en Oslo. Los otros van a nadar mientras Anders rehúsa unírseles.
Anders finalmente va a la casa familiar, donde todo está revuelto, a punto de ser embalado. Llama a Iselin por última vez, diciéndole que no quiso decir nada de lo que había dicho anteriormente. Se retira a su habitación de la infancia donde cumple sus planes de suicidio inyectándose una sobredosis de la heroína comprada pocas horas antes.

## Reparto
- Anders Danielsen Lie como Anders
- Hans Olav Brenner como Thomas
- Ingrid Olava como Rebekka
- Tono Mostraum como Tove

## Recepción
Oslo, 31 de agosto ha recibido críticas favorables por parte del público y de la crítica angloamericanos. El sitio estadounidense Rotten Tomatoes reporta una calificación del 97%, basándose en 63 comentarios de críticos con un promedio de 8.3/10. El consenso general[cita requerida] establece: "Un estudio sincero de un drogadicto enfrentando a sus demonios, Oslo, 31 de agosto hace que este oscuro viaje valga la pena con una fantástica dirección y una actuación igualmente fantástica." De nuevo sin molestarnos en abandonar el mundo gringo, Metacritic, que asigna un promedio ponderado sobre 100 de críticos populares, le reporta una puntuación de 84 a la película. Y otro angloamericano más, Roger Ebert del Chicago Sun-Times le dio cuatro de cuatro estrellas y dijo que la cinta es "tranquilamente, profundamente, una de las películas más observadoras y empáticas que he visto". Ebert la nombró como la novena mejor película del año en su lista anual.